# La Thuillerie

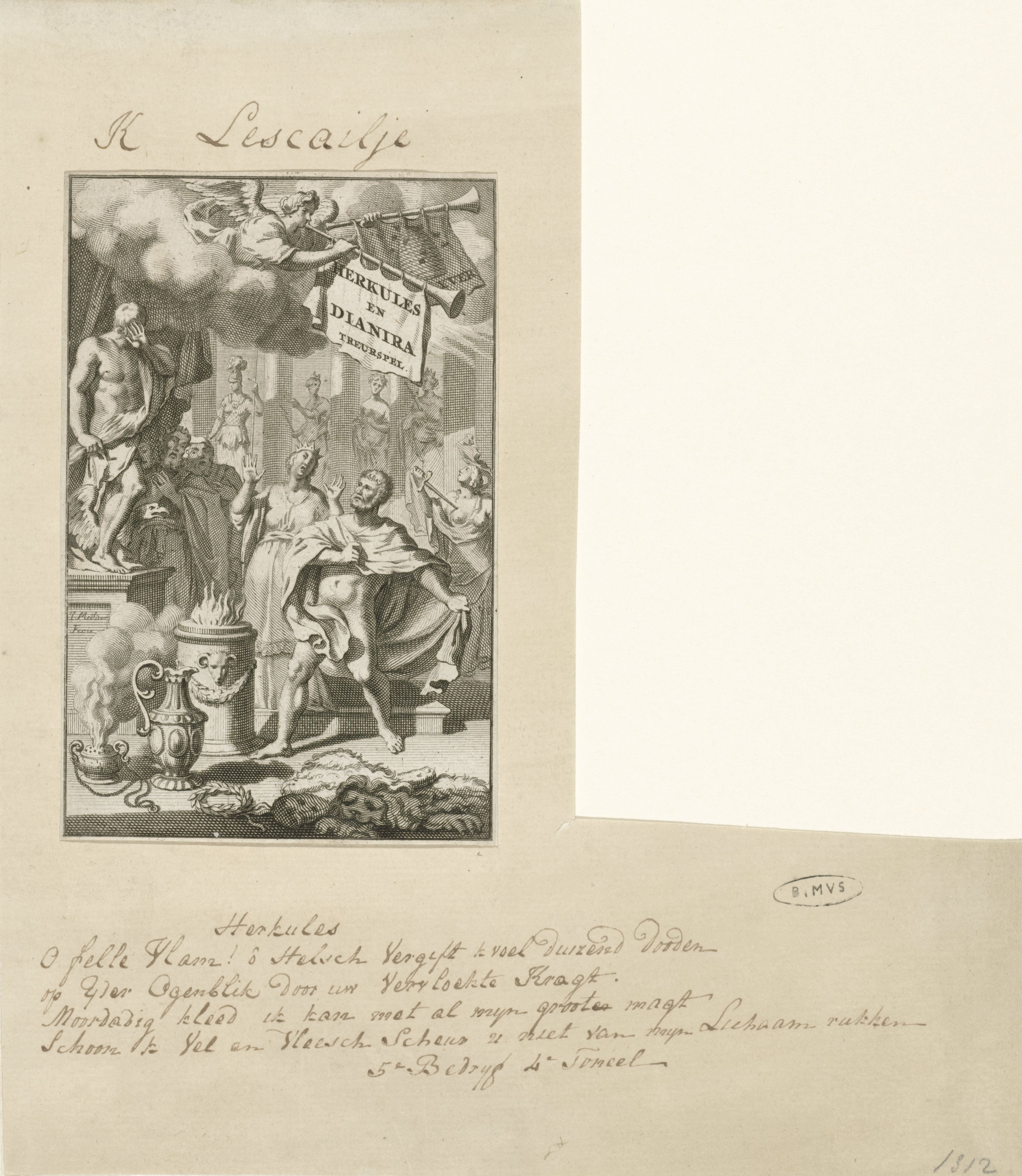
Titelblatt des Dramas Hercule en Dianira

Jean-François Juvenon, besser bekannt als La Thuillerie (* 18. Mai 1650 in Paris; † 13. Februar 1688 ebenda), war ein französischer Schauspieler und Sportler.

## Biographie
Juvenon war Sohn des La Fleur genannten Schauspielers François Juvenon und trat in die Fußstapfen seines Vaters. Bekannt ist, dass Juvenon 1672 die Tochter des Schauspielers Raymond Poisson heiratete. Im Folgejahr bekam er dann ein Engagement im Théâtre de l’hôtel de Bourgogne. Er bediente vor allem Heldenrollen, so war er in Rüstung und auf dem Pferd sitzend auf der Bühne zu sehen.
Bei der Gründung der Comédie-Française im Jahr 1680 war Juvenon, neben anderen, einer der ersten Sociétaire de la Comédie-Française.
Neben seiner schauspielerischen Karriere war Juvenon wohl als Dramatiker tätig. Er ließ, unter seinem Namen, mehrere Bühnenstücke drucken, die die gesamte Bandbreite von Drama bis Komödie umfassten. Allerdings wurde die Urheberschaft angezweifelt.
Im damals bei höheren Kreisen sehr beliebten Jeu de Paume stach Juvenon sehr hervor und er war Spieler in der königlichen Mannschaft. Weiterhin war er als Schürzenjäger bekannt.
Juvenon starb jung und unerwartet. Er hatte einen Schlag auf den Kopf erhalten, worauf er hohes Fieber bekam und starb.
Auf seinem Grabstein wurde die Inschrift
ici gît qui se nommait Jean; Et croyait avoir fait Hercule et Soliman.
angebracht, was übersetzt heißt
Hier liegt, der sich Jean nannte; Er glaubte Herkules und Soliman gemacht zu haben.

## Zugeschriebene Bühnenstücke
- Crispin précepteur, Komödie, 1679
- Crispin bel esprit, Komödie, 1681
- Soliman, Drama, 1681
- Hercule en Diarina, Drama, 1682